# Kivijärvi (sjö i Kuopio, Norra Savolax, 62,76 N, 27,29 Ö)
Kivijärvi är en sjö i kommunen Kuopio i landskapet Norra Savolax i Finland. Sjön ligger 112,2 meter över havet. Den är 27 meter djup. Arean är 1,87 kvadratkilometer och strandlinjen är 18,43 kilometer lång. Sjön  ingår i Kymmene älvs huvudavrinningsområde.   Den ligger omkring 23 kilometer sydväst om Kuopio och omkring 310 kilometer norr om Helsingfors. 
I sjön finns öarna Myhkyri, Aittosaari och Laskiaiskallionsaari. 